# Meryl Tankard
Meryl Tankard, née en 1955, à Darwin, en Australie, est une danseuse et chorégraphe australienne.

## Biographie
Le père de Meryl Tankard servait dans la Royal Australian Air Force et la famille a déménagé à plusieurs reprises, au gré des affectations dans différentes bases, pendant son enfance. Elle est née à Darwin, au nord de l’Australie, mais a eu ses premiers cours de danse à Melbourne. Plusieurs années plus tard, la famille s'installe au Penang, en Malaisie. Plus tard, vivant près de Newcastle, en Nouvelle-Galles du Sud, elle suit des cours à Newcastle, puis à Sydney avant d'entrer à l'Australian Ballet School en 1973. Amenée à choisir entre poursuivre des études et le ballet, elle décide de se consacrer au ballet.
Sa carrière professionnelle débute comme danseuse au sein de l'Australian Ballet à la fin de 1975. Elle chorégraphie également sa première pièce, Birds behind Bars, pour un programme d'ateliers chorégraphiques, en 1977,.
Ses premiers succès en tant qu'interprète remontent à 1978, lorsqu'elle commence à travailler en Allemagne avec Pina Bausch. À la suite de sa rencontre avec Pina Bausch, elle décide en effet d’abandonner le ballet classique, et devient un membre clé de sa compagnie, le Tanztheater Wuppertal. Elle y est, d’après Raphaël de Gubernatis, « extravagante, follement féminine, folle à lier, d’une drôlerie à pleurer ». Elle effectue de nombreuses tournées avec cette compagnie, jusqu’en 1984, et crée des rôles dans plusieurs chorégraphies, notamment, dès son arrivée, dans Café Müller.
Elle passe ensuite plusieurs années entre l'Australie et l'Europe. En Europe, elle est une interprète invitée par la compagnie de Pina Bausch ainsi que par la Lindsay Kemp's Company. En Australie, en 1984, elle réalise Echo Point, et participe à différents spectacles, sur scène ou à la télévision. En 1988, elle crée et interprète en solo  Two Feet, qui marque un tournant majeur dans sa collaboration créative avec le photographe et artiste plasticien Regis Lansac.
En 1989, elle crée sa propre compagnie à Canberra, la Meryl Tankard Company. Ses créations à Canberra comprennent des pièces comme Banshee en 1989, ou encore Nuti en 1990.
En 1993, elle déménage à Adélaïde, en Australie-Méridionale, en tant que directrice de l' Australian Dance Theatre. Sous sa direction, l' Australian Dance Theatre effectue des tournées dans le monde entier, et est par exemple la première compagnie australienne à être invitée à se produire à la Brooklyn Academy of Music à New York.  Elle y exerce de 1993 à 1999, avec de nombreuses créations, puis redevient chorégraphe indépendante.
A ce titre, elle participe à la cérémonie d'ouverture des Jeux olympiques de Sydney en 2000 et mène des projets pour le Ballet de l'Opéra de Lyon, le Netherlands Dance Theatre et le Ballet de l’Opéra-Comique de Berlin. Elle crée également le ballet Wild Swans pour l'Australian Ballet en 2003, et, dans un tout autre domaine, chorégraphie la comédie musicale Tarzan à Broadway en 2006,.